# Sigrid Heuck
Sigrid Heuck (Colònia, 11 de maig de 1932 − Bad Tölz, 3 d'octubre de 2014) va ser una escriptora i dissenyadora alemanya.
Va estudiar disseny gràfic a l'Acadèmia d'Art de Múnic i durant un temps va treballar com il·lustradora, però aviat es va decantar per la literatura juvenil. En 1990 va rebre el Premi de Literatura Juvenil d'Àustria per Meister Joachims Gehemnis (El enigma del professor Joaquim). Els seus llibres s'han traduït a nombroses llengües i han obtingut importants guardons. Ediciones SM ha publicat en castellà El jardín del arlequín, El enigma del maestro Joaquín, El cazador de la luna (Mondjäger) iLa canción de Amina (Amina Lied).

## Obres
- Das Mondkuhparadies, Freiburg i.Br. [u. a.] 1959
- Die Geschichte von dem ganz besonderen Tier, München 1961 (zusammen mit Rudolf Neumann)
- Pony, Freiburg i.Br. [u. a.] 1961 (zusammen mit Gina Ruck-Pauquèt)
- Mein Haus, München [u. a.] 1963 (zusammen mit Josef Guggenmos)
- Der Vogelbaum oder Die Geschichte von den Abenteuern eines kleinen Mädchens im Wald, München 1963
- Die Henne Gudula, München 1965 (zusammen mit Lene Hille-Brandts)
- Murmel, Freising 1966 (zusammen mit Gina Ruck-Pauquèt)
- Gudulas Heimkehr, München 1967 (zusammen mit Lene Hille-Brandts)
- Büffelmann und Adlerkönig, München 1968
- Cowboy Jim, Gütersloh 1968
- Mein Futterhäuschen, München 1969 (zusammen mit Grete Lübbe-Grothues)
- Der Zauberkompaß, Freising 1969
- Cowboy Jim aus Silvertown, Gütersloh 1970 (zusammen mit Herbert Lentz)
- Cowboy Jims Wildwest-ABC, Gütersloh 1970
- Ich kenne viele Farben, Gütersloh 1970 (zusammen mit Gina Ruck-Pauquèt)
- Der kleine Esel, Lahr/Schwarzwald 1970
- Schnipsel im Wind, München 1970
- Der Zwerg, Lahr/Schwarzwald 1970
- Emilio Feuerohr, Gütersloh 1971 (zusammen mit Franz J. Tripp)
- Sokrates der Spatz, München 1971 (zusammen mit Kurt Hock)
- Zacharias Walfischzahn, Gütersloh [u. a.] 1971
- Ich geh raus, Ravensburg 1972
- Malpeter, Freising 1972
- Roter Ball und Katzendrache, München 1972
- Spannenlanger Hansel, nudeldicke Dirn, Lahr 1973
- Wolkenkind, Lahr 1973
- Ich bin ein Cowboy und heiße Jim, Gütersloh [u. a.] 1975
- Der kleine Cowboy und die Indianer, Balve/Sauerland 1976
- Der kleine Cowboy und Mister Peng-Peng, Balve/Sauerland 1977
- Petah Eulengesicht, München 1977
- Pony, Bär und Apfelbaum, Stuttgart 1977
- Ein Ponysommer, Menden/Sauerland 1977
- Der kleine Cowboy und der wilde Hengst, Balve/Sauerland 1978
- Die Reise nach Tandilan, Weinheim [u. a.] 1979
- Tommi und die Pferde, Freising 1979
- Wind für Dolly McMolly, München 1979
- Felix, Ravensburg 1980
- Der Regenbaumvogel, Stuttgart 1980
- Long John Tabakstinker, München 1981
- Wo sind die Ponys, Tinka?, Menden/Sauerland 1981
- Leselöwen-Ponygeschichten, Bayreuth 1982
- Hans Hampelmann träumt, Wien [u. a.] 1983
- Mondjäger, Stuttgart 1983
- Teddybär & Schaukelpferd und andere Geschichten, München 1983
- Die kleine Wolke, die mal rennen wollte, Ravensburg 1984 (zusammen mit Christa Baisch)
- Leselöwen-Adventskalender, Bayreuth 1984
- Western-Lizzy, München 1984
- Pony, Bär und Abendstern, Stuttgart 1985
- Zum Beispiel Colleen, Stuttgart 1985
- Maisfrieden, Stuttgart [u. a.] 1986
- Tinka auf dem Ponyhof, Ravensburg 1986
- Es war die Puppenfee, die einen Walzer tanzte, Wien [u. a.] 1987
- Saids Geschichte oder Der Schatz in der Wüste, Stuttgart [u. a.] 1987
- Die verzauberte Insel, Stuttgart [u. a.] 1987
- Die Bärenwette oder Der kürzeste Weg ist nicht immer der schnellste, Stuttgart [u. a.] 1988
- Leselöwen-Eselgeschichten, Bindlach 1988
- Pony, Bär und Schneegestöber, Stuttgart 1988
- Jim im Wilden Westen, Stuttgart [u. a.] 1989
- Meister Joachims Geheimnis, Stuttgart [u. a.] 1989
- Die Wolkenreise, Stuttgart [u. a.] 1989 (zusammen mit Sis Koch)
- Geschichten aus Noahs Bordbuch, Stuttgart [u. a.] 1990
- Knubbel vom Fluß, Bindlach 1990
- Das Pony-und-Bär-Puzzle-Bilderbuch, Stuttgart [u. a.] 1990
- Die alte Mühl, Stuttgart [u. a.] 1991
- Die Windwette, Stuttgart [u. a.] 1991
- Eulengespenst und Mäusespuk, Stuttgart [u. a.] 1992
- Der schlaue Rico, München 1992
- Der Garten des Harlekins, München 1993
- Sie folgten einem hellen Stern, Ravensburg 1993 (zusammen mit Ulises Wensell)
- Lauf, Rasputin, lauf!, Bindlach 1994
- Tüs abenteuerliche Reise, Stuttgart [u. a.] 1994
- Der Windglockentempel, Stuttgart [u. a.] 1994
- Jonas und der Hund vom Mond, Stuttgart [u. a.] 1995 (zusammen mit Rudolf Gerer)
- Leselöwen-Cowboygeschichten, Bindlach 1995
- Die Perlenschnur, Stuttgart [u. a.] 1995
- Ponys, Mustangs und andere Pferde, München 1995 (zusammen mit Milada Krautmann)
- Das Katzenfest, München 1996 (zusammen mit Oda Johanna Fässler)
- Das Pferd aus den Bergen, München 1996
- Windmähne, Bindlach 1996
- Ich wünsch mir einen Hund, München 1997 (zusammen mit Milada Krautmann)
- Die Prinzessin vom gläsernen Turm, Stuttgart [u. a.] 1997
- Aminas Lied, Stuttgart [u. a.] 1998
- Wo geht’s nach Dublin?, Hamburg 1998
- Das Wunschpony, Bindlach 1998 (zusammen mit Regine Altegoer)
- Frohe Weihnachten, liebes Christkind!, Würzburg 1999
- Die verzauberten Ostereier, Würzburg 1999
- Die Großstadtprinzessin, München 2000
- Die Inselsucherin, Stuttgart 2000
- Der Ritter und die Geisterfrau, Stuttgart [u. a.] 2000
- Der Fremdling, Stuttgart [u. a.] 2001
- Der Elefantenjunge, Stuttgart [u. a.] 2002
- Knubbel entdeckt die Welt, Würzburg 2002
- Irgendwo, nirgendwo, Stuttgart [u. a.] 2004
- Das geheimnisvolle Bild im Baum, Stuttgart [u. a.] 2005
- Ein Pferdesommer, Bindlach 2005
- Der Elefant des Kaisers, Stuttgart [u. a.] 2006
- Gut gemacht, Jim!, Münster 2006 (zusammen mit Katharina Drees)
- E-Mails aus Afrika, Stuttgart [u. a.] 2007
- Der kleine Hase und der Osterzauber, Würzburg 2007
- Sommer auf dem Ponyhof, München 2008
- Das Geheimnis des Windes, München 2009
- Der Schneckenkönig, München 2012